# Юган Фернер
Юган Фернер (норв. Johan Ferner, 22 липня 1927 — 24 січня 2015) — норвезький яхтсмен.
Срібний призер Олімпійських Ігор 1952 року в класі 6 метрів.